# NS5A (VHC)

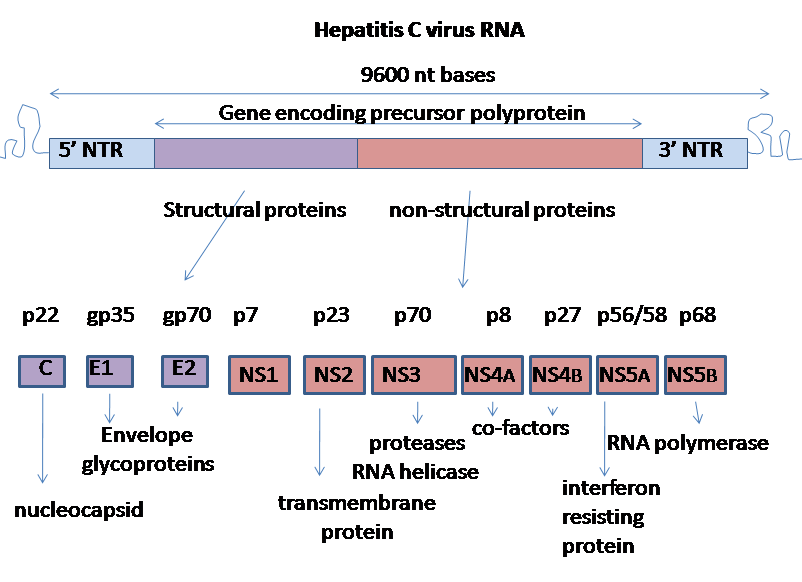
HCV genoma

NS5A (virus hepatitis C) es una proteína viral No estructural del virus de hepatitis C.
NS5A es una fosfoproteína de 56-58 kDa, 447-466 aminoácidos y localización citoplasmática en el retículo endoplasmático debido a la presencia de una α-hélice en el extremo N-terminal, sirviendo como anclaje a la membrana, facilitando el desarrollo de proteínas requeridas en la replicación del ARN viral. NS5A carece de activad enzimática conocida y su función principal parece ser la interacción con otras proteínas del VHC y factores celulares. La comprensión estructural de la proteína es limitada, así como su papel en el ciclo viral, pero se ha podido observar que consta de 3 dominios principales separados por secuencias de baja complejidad,
con un dominio I en la región N-terminal, el dominio II y el dominio III en la C-terminal. Cada dominio posee alguna región que puede desempeñar un papel crítico en el ciclo celular.
Multitud de evidencias muestran que NS5A interactúa con diferentes tipos de proteínas celulares, y por lo tanto, posee diversas funciones que van desde la inhibición de la respuesta antiviral de Interferón a la subversión de las vías de señalización por la regulación del crecimiento celular y de la apoptosis.
Por ejemplo, Tan et al.,2001, dan a conocer que las mutaciones dentro de una región de la proteína no estructural 5A (NS5A), denominada región determinante para la sensibilidad a IFN (EIRD), podría modular la respuesta al interferón de la célula huésped . Existe una región en la secuencia primaria de la proteína, presente en la región de unión a PKR (sitio de inhibición de la proteína quinasa inductora de interferón) en el dominio II, llamada región determinante a la sensibilidad a interferón α (región ISDR) que se asocia a resistencias al tratamiento a interferón en aislados de VHC (subtipo 1b). Por tanto, se asume que NS5A interactúa con el dominio catalítico de PKR usando este sitio de unión y, en consecuencia, inhibe su actividad. Además,ll dominio V3 incluye la región variable V3, que presumiblemente está involucrado en el desarrollo de resistencia a interferón.
Otros ejemplos son la activación la quinasa C-Raf (involucrándola en el complejo de replicación) por parte del dominio II o la asociación con estructuras celulares como el movimiento del ARN del VHC intracelular o la fragmentación mitocondrial. La investigación del tráfico del ARN viral en relación con las gotas de lípidos (LDS) muestra estructuras de ARN-VHC positivo en estrecha asociación con los LDs. El ARN del VHC parece tener la capacidad de asociarse junto con NS5A a estructuras tanto estáticas como móviles, mientras que un subconjunto de las estructuras móviles NS5A estaba desprovisto de ARN del VHC.
NS5A desempeña un papel en la unión de retículo endoplasmático con las mitocondrias, causando la fragmentación mitocondrial uniéndose a la fosfatidilinositol 4-quinasa IIIα (PI4KA). Esta actividad hace a las células más resistentes a la apoptosis mediada por mitocondrias. Por tanto, NS5A cumple con multitud de funciones en el ciclo viral, haciendo de ella una de las principales dianas terapéuticas.

## Farmacología
Medicamentos que actúan inhibiendo la proteína NS5A:
- Daclatasvir
- Elbasvir
- Ledipasvir
- Ombitasvir
- Velpatasvir